# Деча
Деча (рум. Decea) — село у повіті Алба в Румунії. Входить до складу комуни Міреслеу.
Село розташоване на відстані 282 км на північний захід від Бухареста, 36 км на північний схід від Алба-Юлії, 45 км на південь від Клуж-Напоки.

## Населення
За даними перепису населення 2002 року у селі проживали 747 осіб.
Національний склад населення села:
| Національність | Кількість осіб | Відсоток |
| -------------- | -------------- | -------- |
| румуни         | 424            | 56,8%    |
| угорці         | 306            | 41,0%    |
| цигани         | 17             | 2,3%     |

Рідною мовою назвали:
| Мова      | Кількість осіб | Відсоток |
| --------- | -------------- | -------- |
| румунська | 437            | 58,5%    |
| угорська  | 307            | 41,1%    |